# Zeche Kuh
Die Zeche Kuh war ein Steinkohlenbergwerk in Hattingen-Niederstüter, direkt an der Grenze zum Nachbarort Sprockhövel. Das Bergwerk war auch unter den Namen Zeche Kuhe und Zeche Vereinigte Kuh bekannt. Das Bergwerk befand sich in den Oberstüter Bergen, im Bereich der heutigen Paasstraße. Der Name des Bergwerks wird aus dem Wort Kuhle abgeleitet.

## Bergwerksgeschichte
Bereits im Jahr 1737 wurde das Bergwerk in den Unterlagen erwähnt, vermutlich war es zu dieser Zeit schon in Betrieb. Im Jahr 1739 war das Bergwerk wieder außer Betrieb. In den Unterlagen ist der Vermerk „liegt stille“ eingetragen. Im Jahr 1755 war das Bergwerk nachweislich in Betrieb, es waren vier Bergleute auf dem Bergwerk beschäftigt. Hauptgewerken auf dem Bergwerk waren Kauermann, Köcher und Konsorten. Schichtmeister auf dem Bergwerk war der Sohn des Hauptgewerken Kauermann. Im Jahr 1756 war das Bergwerk noch in Betrieb. Im Jahr 1775 wurde das Bergwerk in den Unterlagen genannt, ob das Bergwerk zu diesem Zeitpunkt noch in Betrieb war, ist nicht ersichtlich.
Am 16. Juli  des Jahres 1784 wurde das Bergwerk durch den Leiter des märkischen Bergreviers, den Freiherrn vom Stein, befahren. Die Zeche Kuh war eines von 63 Bergwerken, welche vom Stein auf seiner Reise durch das märkische Bergrevier befuhr. Das Bergwerk war zu diesem Zeitpunkt in Betrieb. Zum Zeitpunkt der Befahrung wurde ein seigerer Schacht geteuft. Der Schacht hatte bereits eine Teufe von 18½ Lachtern. Es gab Probleme bei den Teufarbeiten, da täglich bis zu 600 Kubikmeter Wasser in den Schacht liefen und die Teufarbeiten stark behinderten. Aus diesem Grund hatte man den Schacht von unten über die Grundstrecke unterfahren und wollte den Schacht dann mittels Bohren weiter durchteufen. Vom Stein machte in seinem Protokoll Angaben über den weiteren Zustand des Bergwerks. Insbesondere bemängelte er die schlechten Vorgehensweise beim Schachtteufen. Ob das Bergwerk weiter betrieben wurde und wann es endgültig stillgelegt wurde, ist aus den Unterlagen nicht ersichtlich.